# 約瑟夫·侯斯保亞
約瑟夫·侯斯保亞（1990年3月16日—）是一位捷克足球運動員。在場上的位置是中場。他現在效力於意大利足球甲級聯賽球隊卡利亞里足球俱樂部。他也代表捷克國家足球隊參賽。